# Please Give
Please Give ist ein US-amerikanischer Spielfilm von Nicole Holofcener aus dem Jahr 2010.

## Handlung
Kate und Alex leben mit der pubertierenden Tochter Abby in Manhattan im Künstlerviertel Greenwich Village in einer Eigentumswohnung, die sie durch den Kauf der Nachbarswohnung vergrößern möchten. Hier lebt jedoch die 90-jährige Andra, die lebenslanges Wohnrecht genießt. Kate und Alex verdienen ihr Geld mit einem Secondhandladen für exquisite Möbel. Ihr Sortiment erstehen sie durch Wohnungsauflösungen nach Sterbefällen. Kate hat ebenso ein schlechtes Gewissen beim Ankauf der Möbel wie auch beim Warten auf den Tod von Andra. Andra hat in dieser Wohnung mit den Enkelinnen Mary und Rebecca gelebt. Die beiden Mädchen waren nach dem Selbstmord der Mutter zu ihr gezogen. Mittlerweile bewohnen die Schwestern eine eigene gemeinsame Wohnung. Andra ist eine ziemlich zickige alte Dame, die sagt, was sie denkt und damit den Mitmenschen permanent auf die Füße tritt. Enkeltochter Mary kommt ihrer Oma charakterlich sehr nahe, während die Röntgenassistentin Rebecca die sensiblere Person in der Familie ist. Zum 91. Geburtstag von Andra lädt Kate die alte Dame mit ihren Enkelinnen zum Abendessen ein. Dabei flirtet Ehemann Alex mit der attraktiven Mary. Er besucht sie daraufhin im Kosmetiksalon, wo sie arbeitet, lässt sich von ihr das Gesicht pflegen und beginnt eine Affäre mit ihr. Währenddessen schlägt sich Kate mit ihrem schlechten Gewissen herum und mit ihrer Tochter Abby, die vor allem an ihren Pickeln leidet und mit ihrer Mutter um jeden Cent kämpft. Kate ist jedoch der Meinung, dass Abby als Wohlstandskind bereits alles besitzt, was man in diesem Alter besitzen sollte und gibt lieber Almosen an die zahlreichen Obdachlosen in der Nachbarschaft. Eine Jeans für 200 US-Dollar hält Kate für eine übertriebene Investition für eine 15-Jährige. Abby kann dagegen nicht nachvollziehen, warum ein Obdachloser 20 Dollar von Kate erhalten soll.
Kate versucht ihr schlechtes Gewissen gegenüber der Gesellschaft zu beruhigen, indem sie sich bemüht, anderen zu helfen. Ihre Versuche scheitern jedoch. Als sie versucht, ehrenamtlich in einem Altersheim und in einem Heim für behinderte Kinder zu arbeiten, wird sie aufgrund ihres übertriebenen Mitleids für die Insassen abgelehnt. Schließlich stirbt Andra und die Wohnung wird frei. Alex plagt sein schlechtes Gewissen wegen des Seitensprungs und er beendet die Liaison, nachdem er erfährt, dass auch seine Tochter Abby zu einer Gesichtsbehandlung bei Mary war. Kate scheint ihr Scheitern beim Helfen der Mitmenschen zu akzeptieren, und das Paar findet wieder näher zueinander. Gemeinsam machen sich Kate, Alex und Abby zum Kauf einer Jeans im Wert von 235 Dollar auf.

## Hintergrund
Der Film erlebte am 22. Januar 2010 beim Sundance Film Festival seine Welturaufführung und wurde zum Wettbewerb der Berlinale 2010 eingeladen. Im Wettbewerb der Berlinale lief er als internationale Premiere außer Konkurrenz.
Regisseurin und Drehbuchautorin Holofcener über die Widersprüchlichkeiten ihrer Filmfiguren: „Mein ganzes Leben habe ich darum gekämpft, mir solche Widersprüchlichkeiten zu verzeihen, und nun diesen Kampf bei meinen Protagonisten abgeladen, insbesondere bei Kate. Wir neigen dazu, für Menschen, die kämpfen, Sympathie zu empfinden. Auch wenn meine Charaktere einige unschöne Dinge tun, so hoffe ich doch, dass wir ihnen verzeihen, vor allem während wir über sie lachen. Mit meinem Film wollte ich diese Art von widersprüchlichen Momenten illustrieren, die uns menschlich machen.“

## Kritiken
Joachim Kurz schrieb für kino-zeit.de, dass der Film zum Teil mit enorm witzigen Dialogen und Pointen garniert sei, die immer ein wenig an Woody Allens Stadtneurotiker erinnerten, ohne jemals dessen Güteklasse zu erreichen. Man fühle sich auf leichte Weise unterhalten. Allerdings habe man das Ganze trotz einer bewundernswerten Catherine Keener auch recht schnell wieder vergessen.
Jan van Helt bemängelt in seiner Rezension für critic.de, dass die Geschichte der einzelnen Figuren zu vage bleibe und ihr Handeln nicht ausreichend motiviert werde. Die von Catherine Keener verkörperte Figur der Kate sei „die mit Abstand vollständigste unter den unvollendeten“. Aber auch die Gründe für ihr Handeln würden „leider nicht weiter verfolgt.Please give bleibt auch hier im schemenhaft Ungefähren.“